# Азизов, Миргарифан Замалеевич
Миргарифан Замалеевич Азизов (14 [27] апреля 1907, д. Старое Шаймурзино, Симбирская губерния, Российская империя — 1969, Казань, Татарская АССР, РСФСР) — советский государственный и партийный деятель, Председатель Совета Министров Татарской АССР (1950—1957).

## Биография
Член ВКП(б) с 1931 г.
В 1928 г. окончил Курсы по реализации татарского языка при ЦИК Татарской АССР, в 1933 г. — курсы Елабужского рабочего факультета, в 1937 г. — Казанский финансово-экономический институт.
- 1930—1931 гг. — инспектор Буинского районного финансового отдела (Татарская АССР),
- 1937—1940 гг. — начальник управления государственного страхования, старший контролёр-ревизор Народного комиссариата финансов Татарской АССР,
- 1940—1943 гг. — заведующий сектором отдела кадров, заместитель заведующего организационно-инструкторским отделом Татарского областного комитета ВКП(б)
- 1943—1950 гг. — народный комиссар — министр финансов Татарской АССР,
- 1950—1957 гг. — председатель Совета Министров Татарской АССР,
- 1957—1958 гг. — управляющий Татарской конторой Промышленного Банка СССР,
- 1958—1960 гг. — управляющий Татарской конторой Строительного Банка СССР.

С 1960 г. на пенсии.
Депутат Совета Национальностей Верховного Совета СССР 4-го созыва от Татарской АССР, избирался депутатом Верховных Советов РСФСР (1951—1955) и Татарской АССР (1947—1959).